# AIBAワールドカップ
AIBAワールドカップ（AIBA World Cup）は、国際ボクシング協会 (AIBA) が主催するアマチュアボクシングの国別対抗戦である。

## 歴史
「ワールドカップ」の名が付く大会は1979年より開かれているが、当初は個人戦形式で行われた。1987年までは奇数年開催で、世界選手権が奇数年開催となったのを機に1990年よりオリンピック中間年開催となった。
2002年より各国11階級による団体戦方式に変更され、ラウンドロビンとノックアウトトーナメントで優勝国を決定した。その後休止期間を経て、2005年、2006年も行われたが、2007年は中止。
2008年より大会形式を個人戦に戻し、11階級それぞれで8人トーナメントに変更。開催国は全階級にエントリーでき、残り各7人はAIBAが招待。国ごとの総合成績を以って順位を決定する仕組みとなった。

## 歴代記録

### 団体戦時代
| 年   | 開催地                      | 開催期間        | 優勝     | 準優勝       | 結果 |
| ---- | --------------------------- | --------------- | -------- | ------------ | ---- |
| 2002 | アスタナ（ カザフスタン）   | 6月3日 - 8日    | キューバ | カザフスタン | 7-5  |
| 2005 | モスクワ（ ロシア）         | 7月12日 - 17日  | ロシア   | キューバ     | 7-4  |
| 2006 | バクー（ アゼルバイジャン） | 10月15日 - 22日 | キューバ | ロシア       | 6-5  |

### 個人トーナメント
| 年   | 開催地              | 開催期間       | 優勝     | 準優勝 | 3位                   |
| ---- | ------------------- | -------------- | -------- | ------ | --------------------- |
| 2008 | モスクワ（ ロシア） | 12月5日 - 15日 | キューバ | ロシア | アルメニア フィリピン |